# Thecla zoe
Thecla zoe är en fjärilsart som beskrevs av Tryon Reakirt 1866. Thecla zoe ingår i släktet Thecla och familjen juvelvingar. Inga underarter finns listade i Catalogue of Life.